# Savigny-en-Revermont
 Savigny-en-Revermont  es una población y comuna francesa, en la región de Borgoña, departamento de Saona y Loira, en el distrito de Louhans y cantón de Beaurepaire-en-Bresse.

## Historia
La villa y su castillo fueron ocupados y saqueados en 1591 por la Liga Católica (Francia) y el 9 de febrero de 1637 por las tropas españolas procedentes del Franco Condado de Borgoña.

## Demografía
| 1150 | 1017 | 922 | 951 | 957 | 921 |
| Para los censos de 1962 a 1999 la población legal corresponde a la población sin duplicidades (Fuente: INSEE [Consultar]) |      |     |     |     |     |